# جيلشافا
جيلشافا (بالإنجليزية: Jelšava)‏ هي بلدة وmunicipality of Slovakia تقع في سلوفاكيا في Revúca District.[بحاجة لمصدر] يقدر عدد سكانها بـ 3,147 نسمة .